# Leon Clarke
Leon Clarke (Wolverhampton, 10 febbraio 1985) è un ex calciatore inglese, di ruolo attaccante.

## Carriera
Ha giocato più di 150 partite in Championship.
Il 30 agosto 2011 sale alla ribalta delle cronache per una violenta lite nel tunnel degli spogliatoi con il suo allenatore Paolo Di Canio, nella partita persa 3-1 dallo Swindon Town contro il Southampton nel secondo turno di Carling Cup.

## Palmarès

### Club

#### Competizioni nazionali
- Football League One: 2

Wolverhampton: 2013-2014
Sheffield United: 2016-2017